# 威尔·弗雷泽
威尔伯特·B·弗雷泽（英語：Wilbert B. Frazier，1942年8月24日—），美国NBA联盟的前职业篮球运动员。他在1965年的NBA选秀中第2轮第9顺位被旧金山勇士选中。